# 洋县各级文物保护单位列表
以下为陕西省汉中市洋县各级文物保护单位列表。

## 全国重点文物保护单位
| 名称         | 编号   | 类型   | 所在 | 时期       | 图片 |
| ------------ | ------ | ------ | ---- | ---------- | ---- |
| 蔡伦墓和祠   | 6-287  | 古墓葬 | 洋县 | 清         |      |
| 开明寺塔     | 6-774  | 古建筑 | 洋县 | 唐         |      |
| 良马寺觉皇殿 | 7-1429 | 古建筑 | 洋县 | 元         |      |
| 智果寺       | 7-1432 | 古建筑 | 洋县 | 元、明至清 |      |

## 陕西省文物保护单位
- 红25军司令部旧址
- 洋县文庙大成殿
- 许家庙魁星楼
- 洋县城隍庙戏楼
- 醴泉寺大殿
- 汤家庵千佛洞
- 洋县谢村民居
- 关岭村遗址
- 华阳老街古建筑群
- 洋县五佛庵
- 洋县龙泉寺
- 洋县清凉寺
- 洋县佛爷洞石窟寺

## 汉中市文物保护单位
- 第一批汉中市文物保护单位中，谢村民居、清凉寺在洋县境内，已升级。